# Jack Nicholls

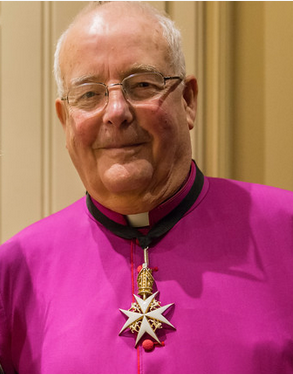
Jack Nicholls, 2014

John „Jack“ Nicholls (* 16. Juli 1943) ist ein britischer Theologe, Geistlicher und Kanoniker sowie ehemaliger Bischof der Church of England. Von 1997 bis 2008 war er Bischof von Sheffield.
Nach einem Studium am King’s College London und einem College in Warminster amtierte er als Kurat an Kirchen in Salford und Manchester, anschließend als Vikar und Direktor für Pastoral-Studien an einem College in Mirfield. Von 1983 bis 1990 war er Kanoniker der Kathedrale von Manchester. 1990 wurde er Suffraganbischof von Lancaster und versah dieses Amt bis 1997, als er zum sechsten Bischof von Sheffield ernannt wurde. An seinem 65. Geburtstag am 16. Juli 2008 trat er in den Ruhestand.
Am 4. Juli 2003 wurde er in das Oberhaus als Lord Spiritual (Geistlicher Lord) eingeführt.
Nicholls ist seit 1969 mit Judith Dagnall verheiratet. Das Paar hat zwei Söhne und zwei Töchter.